# Lista de prefeitos de Paulista (Pernambuco)
Esta é a lista de prefeitos e vice-prefeitos do município de Paulista, estado brasileiro de Pernambuco.
| Nº | Nome                                             | Imagem                | Partido               | Vice-prefeito                           | Início do mandato      | Fim do mandato                                          | Observações                                                  |
| 1  | Luís Marinho Araújo                              |                       | PPB                   | Aquiles Peres Mota                      | 1930                   | 1930                                                    | Prefeito nomeado                                             |
| 2  | Álvaro Pessoa                                    |                       | PPB                   | Telmo Bessa                             | 1931                   | 1933                                                    | Prefeito nomeado                                             |
| 3  | Manuel Mendes Bezerra                            |                       | PPB                   | Chateaubriand Arrais Leite              | 1934                   | 1935                                                    | Prefeito nomeado                                             |
| 4  | Benvindo José do Amaral                          |                       | PPB                   | Célio Pamplona                          | 1936                   | 1937                                                    | Prefeito nomeado                                             |
| 5  | João Alfredo Lopes                               |                       | PPB                   | Antônio Carlos Montenegro               | 1937                   | 1939                                                    | Prefeito nomeado                                             |
| 6  | José Primo de Oliveira                           |                       | PPB                   | José Lima de Queiroz                    | 1940                   | 1946                                                    | Prefeito nomeado                                             |
| 7  | Antônio Vieira                                   |                       | PSB                   | José Eustáquio de Queirós               | 1947                   | 1947                                                    | Prefeito nomeado                                             |
| 8  | José Eustáquio de Queirós                        |                       | PSB                   | Moacir Pereira Lima                     | 1947                   | 1950                                                    | Prefeito eleito em sufrágio universal                        |
| 9  | Severino Cunha Primo                             |                       | PSD                   | Caetano Bayma                           | 1951                   | 1955                                                    | Prefeito eleito em sufrágio universal                        |
| 10 | José Firmino da Veiga                            |                       | PSD                   | Domar Pessoa                            | 1955                   | 1959                                                    | Prefeito eleito em sufrágio universal                        |
| 11 | Geraldo Pinho Alves                              |                       | PTB                   | Vicente Monteiro                        | 1959                   | 1962                                                    | Prefeito eleito em sufrágio universal                        |
| 12 | Antônio Fernandes                                |                       | ARENA                 | Cargo cago                              | 1962                   | 1963                                                    | Vice-prefeito eleito no cargo de Prefeito                    |
| 13 | Severino Cunha Primo                             |                       | ARENA                 | Cargo cago                              | 1964                   | 1964                                                    | Prefeito eleito em sufrágio universal posteriormente cassado |
| 14 | Eliseu Celestino                                 |                       | ARENA                 | Cargo cago                              | 1964                   | 1965                                                    | Prefeito nomeado                                             |
| 15 | Manuel Acácio Leite                              |                       | ARENA                 | Múcio Roberto Pereira                   | 1965                   | 1969                                                    | Prefeito nomeado                                             |
| 16 | Reinaldo Barros                                  |                       | ARENA                 | Edilson Sampaio                         | 1969                   | 1973                                                    | Prefeito nomeado                                             |
| 17 | Manuel Gonçalves da Silva                        |                       | ARENA                 | Ademir Barbosa Cunha                    | 1973                   | 1977                                                    | Prefeito eleito em sufrágio universal                        |
| 18 | Ademir Barbosa da Cunha                          |                       | ARENA                 | Clóvis Dias                             | 15 de março de 1977    | 15 de março de 1983                                     | Prefeito eleito em sufrágio universal                        |
| 19 | Geraldo Pinho Alves                              |                       | PMDB                  | Carlos Alberto Mesquita                 | 15 de março de 1983    | 31 de dezembro de 1988                                  | Prefeito eleito em sufrágio universal                        |
| 20 | Ademir Barbosa da Cunha                          |                       | PDC                   | Jorge Bruno                             | 1º de janeiro de 1989  | 31 de dezembro de 1992                                  | Prefeito eleito em sufrágio universal                        |
| 21 | José Castro de Resende                           |                       | PRN                   | Carlos Alberto Mota                     | 1º de janeiro de 1993  | 31 de dezembro de 1996                                  | Prefeito eleito em sufrágio universal                        |
| 22 | Geraldo Pinho Alves                              |                       | PSB                   | Vilemar Rodrigues                       | 1º de janeiro de 1997  | 2 de dezembro de 2000                                   | Prefeito eleito, se afastou por motivo de doença             |
| 23 | Antonio Ricardo Cabral de Souza                  |                       | PSC                   | Cargo cago                              | 4 de dezembro de 2000  | 31 de dezembro de 2000                                  | Vice-prefeito eleito no cargo de Prefeito                    |
| 24 | Antônio Wilson Speck                             |                       | PMDB                  | Valmir Araújo                           | 1º de janeiro de 2001  | 31 de dezembro de 2004                                  | Prefeito eleito em sufrágio universal                        |
| 25 | Yves Ribeiro de Albuquerque                      |                       | PPS                   | Duffles de Azevedo Pires (PSDB)         | 1º de janeiro de 2005  | 31 de dezembro de 2008                                  | Prefeito e vice eleitos em sufrágio universal                |
| 25 | Yves Ribeiro de Albuquerque                      | PSB                   | 1º de janeiro de 2009 | Duffles de Azevedo Pires (PSDB)         | 31 de dezembro de 2012 | Prefeito e vice reeleitos em sufrágio universal         |                                                              |
| 26 | Gilberto Gonçalves Feitosa Júnior, Júnior Matuto |                       | PSB                   | Jorge Luís Carreiro de Barros (PCdoB)   | 1º de janeiro de 2013  | 31 de dezembro de 2016                                  | Prefeito e vice eleitos em sufrágio universal                |
| 26 | Gilberto Gonçalves Feitosa Júnior, Júnior Matuto | 1º de janeiro de 2017 | PSB                   | Jorge Luís Carreiro de Barros (PCdoB)   | 31 De Dezembro de 2020 | Prefeito eleito, afastado pelo TJPE e voltado pelo STF. |                                                              |
| 27 | Yves Ribeiro de Albuquerque                      |                       | MDB                   | Gilvandro Vieira De Andrade Filho (MDB) | 1º de janeiro de 2021  | 31 de dezembro de 2024                                  | Prefeito e vice eleitos em sufrágio universal                |
| 28 | Severino Ramos de Santana                        |                       | PSDB                  | Felipe Andrade de Oliveira (PSD)        | 1° de janeiro de 2025  | Atualidade                                              | Prefeito e vice eleitos em sufrágio universal                |

## Observações históricas
Em 1920, o Supremo Tribunal Federal manifestou-se pela eletividade dos prefeitos, contudo, havendo a emenda constitucional de 1926 silenciado a respeito, alguns estados (12) continuaram a prover o cargo de prefeito por nomeação do governador.
Pela Constituição de 1934 fez retornar a forma eletiva para o cargo de prefeito municipal, contudo facultando a forma indireta (pelas Câmaras) ou por livre nomeação pelos governadores.
A Constituição de 1946 limitava-se a facultar a nomeação dos prefeitos de capitais pelo governador (art. 28, § 12), passando os demais prefeitos a serem eleitos pela forma direta.
Desde 1985 todos os prefeitos brasileiros são eleitos de forma direta.